# 坎特
坎特是吉尔吉斯斯坦楚河州的一座城市，距离首都比什凯克约20公里。